# Acaena stricta
Acaena stricta es una especie de planta del género Acaena, perteneciente a la familia Rosaceae.

## Taxonomía
Acaena stricta fue descrita por Griseb. en 1874.

## Distribución
Se encuentra en el territorio noroeste de Argentina y Bolivia.